# دانگوووو دوژه
دانگوووو دوژه (به لهستانی:  Daniłowo Duże) یک روستا در لهستان است که در گمینا واپه واقع شده‌است. دانگوووو دوژه ۲۵۰ نفر جمعیت دارد.